# 迷情枷鎖
《迷情枷鎖》（英語：The New Age）是一部1994年美國喜劇劇情片，由麥克·托金執導兼編劇，彼得·威勒和茱蒂·戴維斯主演。劇情講述彼得和凱薩琳·維特納是南加州的超級雅皮士，事業有成，但生活卻沒有中心。當他們都失業並開始婚姻不忠時，想到的解決方案是一起開創自己的事業。為了尋找空虛生活的意義，他們追隨各種新纪元大師和其他此類團體。最終，他們跌入谷底，不得不做出一些艱難的決定。
電影1994年9月16日在美國上映。

## 演員
- 彼得·威勒飾演彼得·維特納
- 茱蒂·戴維斯飾演凱薩琳·維特納
- 派屈克·波查飾演尚·李維
- 瑞秋·羅森塔爾飾演莎拉·弗里德伯格
- 亚当·韦斯特飾演傑夫·維特納
- 科賓·本森飾演凱文·布拉斯基
- 帕特里夏·希顿飾演安娜
- 山繆·傑克森飾演戴爾
- 寶拉·馬歇爾飾演艾莉森·蓋爾
- 約翰·狄伊飾演萊爾

## 評價
《迷情枷鎖》在爛番茄上根據14條影評，好評度達64%，均分6.2／10。

## 外部連結
- 互联网电影数据库（IMDb）上《迷情枷鎖》的资料（英文）
- TCM电影资料库上《迷情枷鎖》的资料（英文）
- AllMovie上《迷情枷鎖》的资料（英文）
- 爛番茄上《迷情枷鎖》的資料（英文）